# Santa Maria Donnaromita (Nápoly)
A Santa Maria Donnaromita egy nápolyi templom. 1025-ben épült konstantinápolyi szerzetesek számára. A 16. században építették újra Giovanni Francesco di Palma vezetése alatt.  A templombelső a nápolyi reneszánsz stílusjegyeit viseli magán. Freskói Luca Giordanótól származnak. A főoltár Bartolomeo Ghetti és Pietro Ghetti műve.